# پریش سنت مری کیون
پریش سنت مری کیون (به لاتین: Saint Mary Cayon Parish) یک قصبه در سنت کیتس و نویس است که در سنت کیتس و نویس واقع شده‌است. پریش سنت مری کیون ۳٬۳۷۴ نفر جمعیت دارد.